# Буковица (Решетари)
Буковица (хрв. Bukovica) је насељено место у општини Решетари, Бродско-посавска жупанија, Хрватска.

## Историја
До територијалне реорганизације у Хрватској била је у саставу старе општине Нова Градишка.

## Становништво
У попису становништва из 2011. године, Буковица је имала 152 становника.
| Број становника према пописима | Број становника према пописима | Број становника према пописима | Број становника према пописима | Број становника према пописима | Број становника према пописима | Број становника према пописима | Број становника према пописима | Број становника према пописима | Број становника према пописима | Број становника према пописима | Број становника према пописима | Број становника према пописима | Број становника према пописима | Број становника према пописима | Број становника према пописима |
| ------------------------------ | ------------------------------ | ------------------------------ | ------------------------------ | ------------------------------ | ------------------------------ | ------------------------------ | ------------------------------ | ------------------------------ | ------------------------------ | ------------------------------ | ------------------------------ | ------------------------------ | ------------------------------ | ------------------------------ | ------------------------------ |
| 1857                           | 1869                           | 1880                           | 1890                           | 1900                           | 1910                           | 1921                           | 1931                           | 1948                           | 1953                           | 1961                           | 1971                           | 1981                           | 1991                           | 2001                           | 2011                           |
| 66                             | 66                             | 65                             | 71                             | 81                             | 119                            | 114                            | 144                            | 196                            | 205                            | 199                            | 207                            | 200                            | 195                            | 180                            | 152                            |

Напомена: Од 1910. до 1981. исказивано под именом Мала Буковица.